# Пиньялан
Пиньялан (порт. Pinhalão) — муниципалитет в Бразилии, входит в штат Парана. Составная часть мезорегиона Север Пиунейру-Паранаэнси. Входит в экономико-статистический микрорегион Ибаити. Население составляет 6578 человек на 2006 год. Занимает площадь 220,692 км². Плотность населения — 29,8 чел./км².

## История
Город основан в 1951 году.

## Статистика
- Валовой внутренний продукт на 2003 год составляет 28 043 926,00 реалов (данные: Бразильский институт географии и статистики).
- Валовой внутренний продукт на душу населения на 2003 год составляет 4372,98 реалов (данные: Бразильский институт географии и статистики).
- Индекс развития человеческого потенциала на 2000 год составляет 0,707 (данные: Программа развития ООН).

## География
Климат местности: субтропический. В соответствии с классификацией Кёппена, климат относится к категории Cfa.